# Echinomuricea parareticulata
Echinomuricea parareticulata är en korallart som beskrevs av Stiasny 1942. Echinomuricea parareticulata ingår i släktet Echinomuricea och familjen Plexauridae. Inga underarter finns listade i Catalogue of Life.